# Schizonycha barda
Schizonycha barda är en skalbaggsart som beskrevs av Hermann Burmeister 1855. Schizonycha barda ingår i släktet Schizonycha och familjen Melolonthidae. Inga underarter finns listade i Catalogue of Life.